# Grashoff (Bremen)

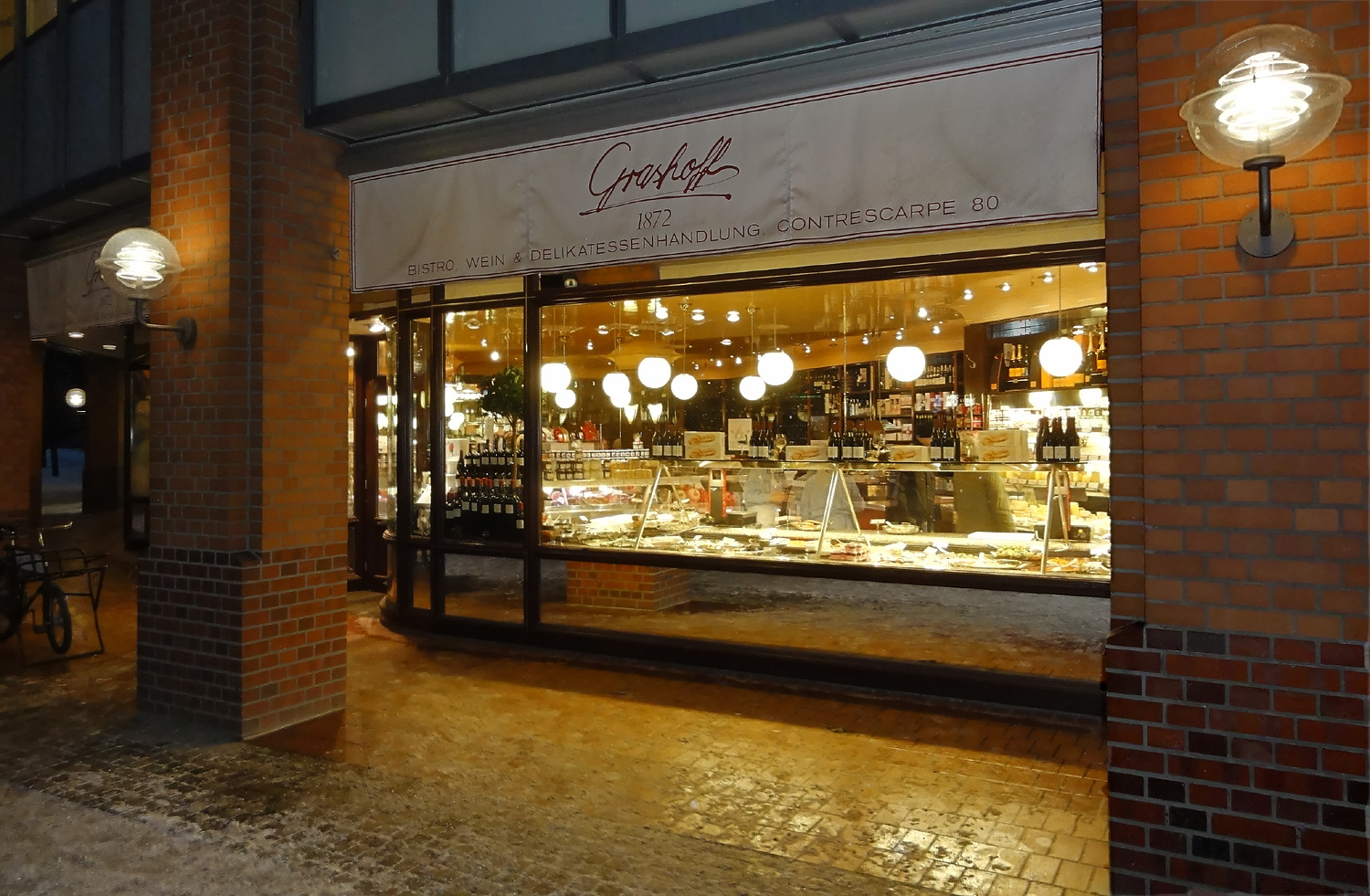
Grashoff an der Contrescarpe

Grashoff Delikatessen wurde 1872 gegründet. Grashoff war bis 2021 ein Wein- und Feinkostgeschäft, sowie ein Bistro als Gourmetrestaurant im Familienbetrieb in der vierten Generation in Bremen-Mitte am Loriotplatz/Hillmannplatz. Dieser Standort wurde 2021 geschlossen. Die Manufaktur und der Delikatessen-Handel sind davon jedoch unberührt. Die Produkte werden über den Onlineshop und den gehobenen Einzelhandel vertrieben.

## Geschichte
Der in Bremen 1872 eingebürgerte Brüne Grashoff (* 1836) aus Achim eröffnete im gleichen Jahr in Bremen in der Altstadt am Schüsselkorb Nr. 23 das B. Grashoff Delicatessen-Handlungsgeschäft. Die gute Lage Im Schüsselkorb zwischen Domshof und Sögestraße begünstigte eine positive Entwicklung des Ladens. Schon zuvor, bereits 1854, hatten die Grashoffs eine Konzession für einen Gasthof, dem lange bestehenden Gasthaus Niedersachsen – Altes Brauhaus. Eine Straße in Achim wurde deshalb als Grashofstraße benannt. Der Grashoff'schen Delicatessen-Handlung in Bremen gelang es Lieferant bedeutender Restaurants und Kunden zu werden. Im Dezember 1872 wurde auch eine Küche für das Außer-Haus-Geschäft eingerichtet.
Da der Gründer Grashoff keine Erben hatte, übernahm im Jahr 1900 Johann Georg Schmidt († 1928) das Haus unter dem Namen B. Grashoff Nachfolger. Nach seinem Tod hatten in den 1930er Jahren neben der Ehefrau deren Sohn Helmut Schmidt († 1978) und dessen Ehefrau Else die Geschäftsführung.
Anfang der 1960er Jahre trat nach seiner Ausbildung und einer Weiterbildung in Paris der Sohn der dritten Schmidt-Generation, Jürgen D. Schmidt, in das Geschäft ein. Da 1965 das Gebäude im Schüsselkorb abgerissen werden sollte, verlagerte sich das Haus Grashoff in die Sögestraße Nr. 54. Das Sortiment wurde ausgebaut und unter dem Eigennamen Produkte, unter anderem im Bereich Konfitüre, Saucen und Nudeln verkauft und vertrieben.
1968 wurde in dem hinteren Teil der Geschäftsräume ein kleines Bistro eingerichtet, das eine französische Küche anbot. Anfang der 1970er Jahre übernahm Jürgen D. Schmidt mit seiner Ehefrau Barbara die Leitung des Hauses. 1980 wurde Le Bistro in dem Restaurantführer Guide Michelin mit einem Stern für „eine sehr gute Küche, welche die Beachtung des Lesers verdient“ ausgezeichnet. Der Gault-Millau vergab 16 von 20 Punkten und das VIF Gourmet Journal 1997 dann 15 von 20 Punkten.
Als prominente Besucher waren unter anderem Loriot, Rudi Carrell, Chefredakteur Klaus Bresser, die Autoren Gert von Paczensky und Wolfram Siebeck und der Kaufmann Uwe Hollweg häufige Gäste sowie auch der Bühnenmagier Uri Geller und der Kabarettist und Komiker Jürgen von Manger. Langjähriger Küchenchef war Rüdiger König, der 2006 bei einem Flugzeugabsturz ums Leben kam.
Christian Wichtrup wurde sein Nachfolger.
1985 zog das Haus Grashoff von der Sögestraße zur Contrescarpe am Hillmannplatz um. Laden, Bistro und Küche vergrößerten sich. Das Bistro ist in französischer Manier mit 30 Plätzen eng möbliert. An den Wänden befinden sich melancholische und ironische Fotografien von Jürgen Schmidt und Zeichnungen verschiedener im Bistro weilender Künstler. 1996 wurde Sohn Oliver Schmidt Teilhaber des Hauses. 2002 geriet das Bistro in die Kritik durch einen Bericht in der Frankfurter Allgemeinen Zeitung. Nach über 20 Jahren verlor um 2003 Grashoff seinen Stern vom Guide Michelin, während der Gault-Millau das Bistro weiterhin hoch bewertete.
Seit 2004 sind Oliver Schmidt und seine Frau Elke Schmidt Geschäftsführer des Grashoffs, aber nach wie vor sind die Eltern Barbara und Jürgen mit Elke und Oliver Schmidt gemeinsam aktiv. Jürgen Dewet Schmidt war zumeist durch Fotos aber auch durch Texte in verschiedenen Werken unter anderem zusammen mit Gert von Paczensky, Hermann Gutmann und Karl-Heinz Wocker vertreten. Da Victor von Bülow, bekannt als Loriot – mit den Schmidts freundschaftlich verbunden – sehr häufig im Grashoff weilte, wurde 2012 ein Teil des Hillmannplatzes nach ihm benannt. In der Gerolsteiner-Restaurant-Bestenliste 2014 erhielt das Bistro für das Land Bremen den Spitzenplatz.
Grashoff gab Ende Juli 2021 seinen Betrieb auf.

## Auszeichnungen
- 2003: Fachzeitschrift Lebensmittelpraxis: Beste Feinkosthandlung Deutschlands
- 2007: Metternich-Award 2007 für die „am besten kommentierte Weinkarte“